# Eupithecia spermophaga
Eupithecia spermophaga är en fjärilsart som beskrevs av Dyar 1917. Eupithecia spermophaga ingår i släktet Eupithecia och familjen mätare. Inga underarter finns listade i Catalogue of Life.